# ذو الكفل حسن (ماليزيا)
حضرة السيناتور د. ذو الكفل بن حسن (من مواليد 3 يونيو 1977) أكاديمي وكاتب وسياسي من ماليزيا. تم تعيينه نائباً للوزير في دائرة رئيس مجلس الوزراء (الشؤون الدينية) منذ 12 ديسمبر 2023. 
دكتور. ذو الكفل حسن هو نائب رئيس سابق (تطوير الطلاب والعلاقات المجتمعية)، الجامعة الإسلامية العالمية ماليزيا (UIAM)، والعميد السابق لكلية الشريعة والقانون، جامعة العلوم الإسلامية الماليزية (USIM). وقد شغل العديد من المناصب الأكاديمية الأخرى مثل محرر المجلة الماليزية للشريعة والقانون ، ومجلة المحاسبة الإسلامية وأبحاث الأعمال ، وعضو الهيئة الاستشارية لمجلة الدراسات المقاصدية المعاصرة ، ومحرر مساعد في المجلة الماليزية للدراسات المقاصدية. الحركات والجمعيات الإسلامية ، عضو لجنة المعاملات والحلال، إدارة التنمية الإسلامية ماليزيا ( JAKIM )، لجنة الشريعة والتعليم القانوني، JAKIM، عضو لجنة التحكيم في جامعة نزل المحكمة ماليزيا ، لجنة المحامين Syarie، JAKIM، اللجنة الفنية لقانون الجامعة والكلية الجامعية لعام 1971 ( AUKU )، عضو مدير المجلس الديني الإسلامي في نيجيري سمبيلان، رئيس مجلس المناظرات بين الجامعات الماليزية (MADUM)، نائب رئيس مجلس الانضباط والتأديب في الجامعة الماليزية. جامعة ماليزيا (MATDUM)، محاضر ضيف في معهد التدريب القضائي والقانوني ، ديوان رئيس الوزراء ومركز الخدمات المصرفية الإسلامية والتمويل والإدارة (CIBFM)، بروناي دار السلام، مراجع مجلات للعديد من المجلات الدولية المرجعية بالإضافة إلى كونه عضوًا عضو هيئة التحرير الاستشارية لمجلة الشريعة الإسلامية ومجلة التمويل الإسلامي العالمية . وهو أيضًا عضو مجلس إدارة اللجنة الماليزية الأمريكية للتبادل التعليمي (MACEE)، وعضو المجلس الاستشاري لمعهد الاقتصاد والتمويل الإسلامي، جامعة مرمرة، إسطنبول، تركيا، وزميل أبحاث أول، سيلانجور . الجامعة ، المستشار الأكاديمي، كلية دار الحكمة، سيلانجور. 

## بداية الحياة
ولد ل الحاج حسن ين والحاجة ربيعة خالد في تانجونج ماليم ،  عاش مع عائلة من عمال استخراج المطاط في نهر سليم في بداية حياته. تلقى تعليمه المبكر في مدرسة سونغاي بهرانج الوطنية . ثم واصل دراسته في المدرسة الإدريسية في كوالا كانجسار، وتوج كأفضل طالب لعام 1994 في المدرسة. 
أكمل دراسته الجامعية في الجامعة الإسلامية العالمية بماليزيا ( UIAM ) بدرجة البكالوريوس في القانون عام 2001، ودرجة البكالوريوس الثانية في تخصص الشريعة عام 2002، ثم حصل على درجة الماجستير في القانون المقارن من الجامعة نفسها عام 2002. 2004. بعد ذلك، واصل دراسته في جامعة دورهام بالمملكة المتحدة، وتخرج منها بدرجة الدكتوراه في التمويل الإسلامي عام 2011. 

## أعمال المجتمع
ينشط دكتور  ذو الكفل أيضًا في العمل المجتمعي باعتباره أحد أمناء بعثة السلام العالمية في ماليزيا ، والرئيس السابق للشباب الإسلامي الماليزي (ABIM)، نيجيري سمبيلان، عضو مجلس إدارة مدرسة سيريمبان الابتدائية الإسلامية، ورئيس MYCOM4SDG. يتمتع بخبرة دولية قيمة ويشارك بنشاط مع المجتمع المدني في المملكة المتحدة، وتحديداً جمعية دورهام الإسلامية وحملة التضامن مع فلسطين ، وكذلك في الولايات المتحدة، وتحديداً جمعية المحامين المسلمين في نيويورك وجمعية فوردهام الإسلامية. . في عام 2013، مثل ماليزيا في برنامج مرموق يسمى المثقفين المسلمين الشباب في جنوب شرق آسيا في اليابان الذي نظمته مؤسسة اليابان . تم اختياره كمتلقي للمنحة في عام 2014 لإجراء دراسات علمية في جامعة فوردهام ، نيويورك، الولايات المتحدة الأمريكية من قبل مجلس جي ويليام فولبرايت للمنح الدراسية الأجنبية ‏ من خلال مبادرة فولبرايت للعلماء الزائرين بين الولايات المتحدة ورابطة دول جنوب شرق آسيا . 

## كتابة
1. الإمام يوسف القرضاوي : أفكاره وتأثيره في حركة الدعوة والسياسة والمجتمع
2. عقول المستقبل الإستراتيجية محفز للإصلاح الفكري
3. قائد الألف وجه - مجموعة قصص في ذكرى الصديق فضل
4. رسالة علماء التنوير ورؤيتهم في نهضة الإسلام في الألفية الجديدة
5. الريادة في حرم براكة
6. خلاصة مقاصد الشريعة
7. المسائل الفقهية المعاصرة
8. اتحاد الطلاب
9. رفيق إدنبره لحوكمة الشريعة في التمويل الإسلامي
10. قراءات في الاقتصاد والتمويل الإسلامي
11. بيان التغيير
12. قراءات أساسية في التمويل الإسلامي
13. الإسلام في الغرب المسلمون في الشرق
14. الهدودية: بين البلاغة والواقع
15. الجيل الثاني من الإسلام السياسي
16. الثورة الفكرية
17. راشد الغنوشي : إصلاحي سياسي إسلامي مثقف
18. خواطر يوسف القرضاوي
19. راشد الغنوشي: الإصلاحي الفكري للحركة الإسلامية
20. الحاكمية الشرعية في البنوك الإسلامية
21. مفهوم اليمين (اليمين) وتطبيقه في المحاكم الشرعية
22. الحدود في ماليزيا: تحديات التنفيذ
23. المصرفية الإسلامية والأزمة المالية: السمعة والاستقرار والمخاطر
24. تقرير القانون التجاري الإسلامي 2016
25. أنور إبراهيم : روح الشباب
26. أبحاث في حوكمة الشركات والشريعة في العالم الإسلامي: النظرية والتطبيق
27. التطورات في القانون الماليزي
28. المستقبل الاستراتيجي للنهضة الإسلامية
29. الممارسة القضائية وقانون الشريعة في ماليزيا
30. سلسلة مناقشة الشريعة والقانون 3

## مرجع
1. 1 2   https://www.zulkiflihasan.com/. {{استشهاد ويب}}: |url= بحاجة لعنوان (مساعدة) والوسيط |title= غير موجود أو فارغ (من ويكي بيانات) (مساعدة)
2. ↑  "Zulkifli Hasan miliki pengalaman luas bidang syariah, kewangan Islam". Sinar Harian (بالملايوية). 12 Dec 2023. Archived from the original on 2024-01-11. Retrieved 2023-12-12.
3. 1 2  "About me" (بالإنجليزية الأمريكية). Archived from the original on 2024-03-04. Retrieved 2024-04-01.
4. ↑  "My Family" (بالإنجليزية الأمريكية). Archived from the original on 2024-01-31. Retrieved 2024-04-01.
5. ↑  "About me". zulkiflihasan.com (بالإنجليزية الأمريكية). 6 Jul 2016. Archived from the original on 2024-03-04. Retrieved 2023-12-12.
6. ↑  "About me". zulkiflihasan.com (بالإنجليزية الأمريكية). 6 Jul 2016. Archived from the original on 2024-03-04. Retrieved 2023-12-12."About me". zulkiflihasan.com (dalam bahasa Inggeris). 2016-07-06. Dicapai pada 2023-12-12.
Kategori:Sumber CS1 bahasa Inggeris (en)